# Селище Котовського
Житловий масив імені Котовського (неофіційно Селище Котовського, Поскот, Селище, Посьолок, Селкот) — житловий район на півночі Одеси, у Пересипському районі.
 Селище Котовського — найбільший житловий район міста Одеси. Найпівнічніший район міста, розташований в межах Пересипського району. Умовно селище можна поділити на основне селище (висотна забудова) та приватний сектор. Загальна чисельність населення, за різними даними, складає приблизно 200 000 осіб, з яких у приватному секторі мешкає приблизно 15 000 осіб.

## Історія виникнення

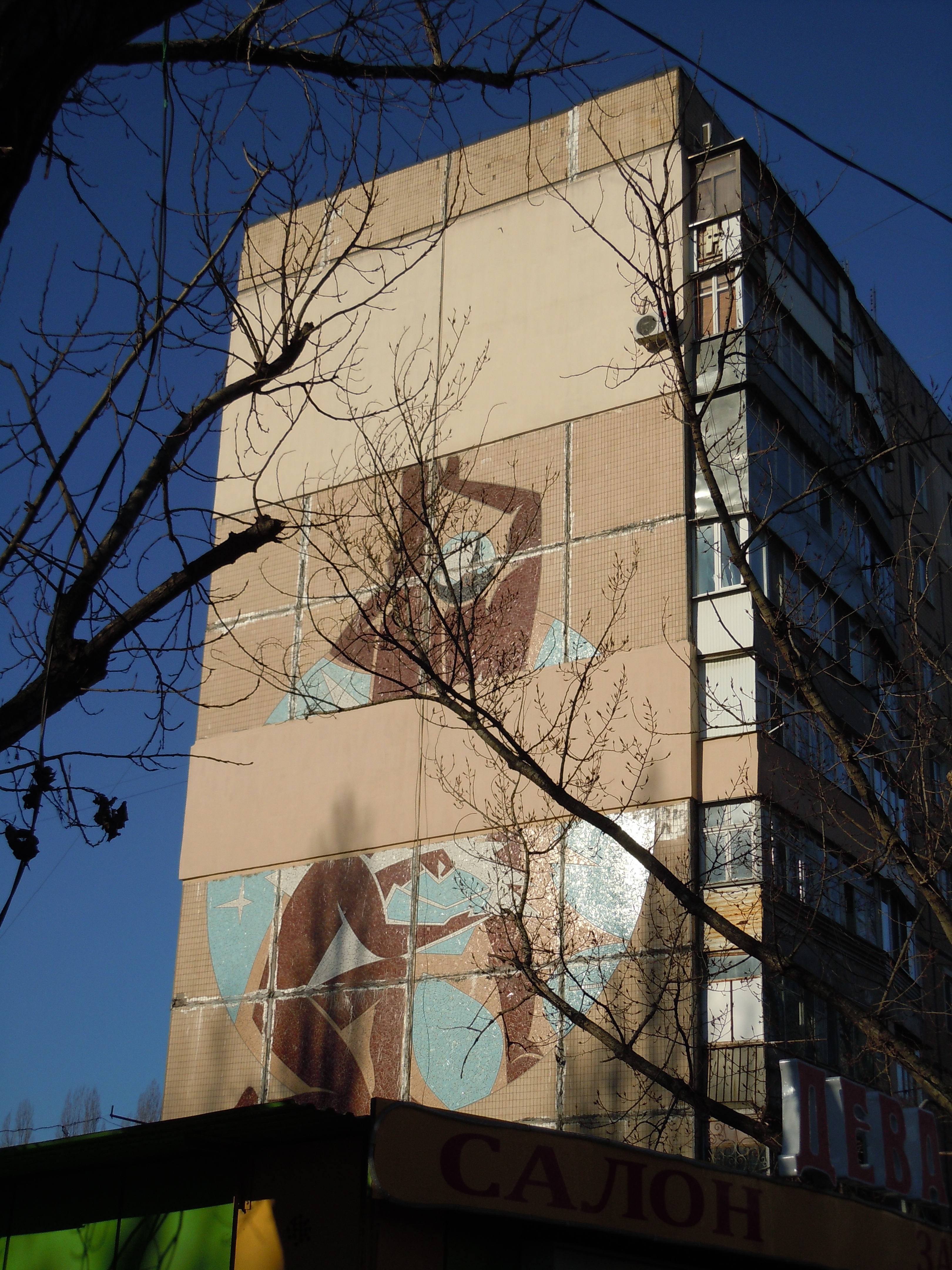
Залишки радянського панно на стіні будинку

У 1928 році вперше згадується хутір Киселівка на схід від Лузанівського хутора вздовж тодішньої Миколаївської дороги. У 1956 році поза Киселівкою почали виділяти землю під індивідуальне будівництво. Рішенням Ленінського райвиконкому Одеси від 26 грудня 1956 новозбудоване селище отримало назву Селище ім. Котовського за аналогією з назвою парку ім. Котовського у Лузанівці (тепер — Гідропарк «Лузанівка»). 15 червня 1958 року вийшла постанова про влаштування колгоспного базару, а рішенням від 29 грудня 1959 була продовжена трамвайна лінія до селища ім. Котовського.
Будівництво приватних будинків відбувалось досить швидко і згодом верхня межа селища опинилася у районі сучасної вулиці Марсельської. Також уздовж залізничної колії відбувалось розширення сусіднього з селищем ім. Котовського залізничного селища ім. Шевченка.
Розвинення житлової забудови на півночі міста було зумовлено близьким розташуванням індустріальних районів на Пересипу і Слобідці та наявністю залізничної колії, яка вела до даних районів. До 1960 року було надано під забудову 3 500 ділянок, які були забудовані протягом наступних 5-6 років.
Згідно із генеральним планом розбудови міста Одеси, затвердженим у 1965 році, було заплановано існування міста-супутника на півночі, із чисельністю населення до 100 000 осіб. Планувалося, що місто-супутник буде забезпечувати робітничою силою промисловий вузол району Центроліта, проєктований порт на Малому Аджалицькому лимані, підприємства Пересипу та в порту.
Перші багатоповерхові будинки нового типу з'явились в Одесі у 1958 році, тоді ж було засновано Південно-західний житловий район, якій складався з будівель цього типу. У 1965 році на селищі ім. Котовського почалось будівництво аналогічної забудови нижче перетину вулиці Героїв оборони Одеси та вулиці Академіка Заболотного. Для забудови були вибрані типові проєкти серій 1-437 та 1-439А. Також на відміну від Південно-Західного району значну частину забудови складали гуртожитки (спочатку використовувались проєкти серій 1-300), що було зумовлено орієнтацію на сусідні підприємства. Постановою Міського виконкому від 21.12.1967 почалося знесення одноповерхової забудови на півдні кварталу обмеженому залізничною колією, вулицею Академіка Заболотного та проспектом Князя Володимира Великого. Після запуску Домобудівного комбінату почалося спорудження п'ятиповерхових панельних будинків з проєктів серії 1-464А. Такими будинками забудовані переважно мікрорайони, що обмежені залізничною колією, вулицею 28 бригади, проспектом Князя Володимира Великого та вулицею Академіка Заболотного.
У наслідок того, що південну частину селища займали приватні будинки, розселення яких відбувалось повільним темпом спочатку будівництво нових мікрорайонів здійснювалось на вільній території у напрямі проспекту Князя Володимира Великого на північ.
З середини 1970-х років будівництво здійснювалось у мікрорайонах уздовж вулиці Семена Палія на захід від даної вулиці.
Перші дев'ятиповерхові панельні будинки у селищі з'явилися у 1968 році, але через проблеми освоєння нових виробів на Домобудівному комбінаті, спорудження здійснювалось з використанням привізних панелей. З 1971 року виробництво панелей для дев'ятиповерхівок здійснювалось вже в Одесі. У цей період забудовувався мікрорайон обмежений вулицею 28 бригади, Семена Палія, Владислава Бувалкіна та проспектом Князя Володимира Великого.
У 1980 році селище сягнуло позначки 100-тисячного населення. Однак питання виділення селища в окреме місто загальмувалося, оскільки, на відміну від іншого міста-супутника — Іллічівська, значна частина населення селища продовжувала їздити на роботу до центру Одеси. До того ж на селищі не вистачало соціальної інфраструктури — крамниць, кінотеатрів, бібліотек, спортклубів, навіть взуттєвих майстерень. Не існувало навіть парку. В єдиному сквері селища був збудований єдиний кінотеатр — «Зоряний». Проте було створено кілька ринків, районна адміністрація, а також сюди була перенесена зі Слобідки обласна лікарня.
У період кінця 1970-х — кінця 1980-х років селище забудовувалось за новими типовими проєктами серій 94 та ОГ-16. Шістнадцятиповерхові будинки ОГ-16 споруджувались не тільки у нових мікрорайонах, але і як точкова забудова у вже забудованих мікрорайонах. Певним аналогом першого мікрорайону «Б» житлового масиву «Південний» такого типу, що з'явився в середині 1970-х років є мікрорайон обмежений вулицями Кримською, Владислава Бувалкіна, Семена Палія, Академіка Заболотного.
До кінця радянського періоду на селищі мешкало 160—170 000 осіб, що складало 15 % всіх одеситів. Подальше будівництво в районі було дещо загальмовано. Наприкінці 1980-х років було закладено мікрорайони ІІІ-4-1, ІІІ-4-2, ІІІ-4-3 загальною площею 120 га, які планувалося забудувати подібно мікрорайонам «А» і «Д» житлового масиву «Південний» будинками, що утворювали невеликі квадратні подвір'я. Також скрізь весь мікрорайон повинні були простягнутися дванадцятиповерхові будинки ОГ-16. Але станом на початок 1990-х років було споруджено лише декілька таких будинків, більшість території мікрорайонів була вільною і являла собою степ, за що деякі жителі називали дані квартали «Полем Чудес». Лише у мікрорайоні ІІІ-4-3 були споруджені дитячі садки та школи, в інших не було ніякої інфраструктури. У 1990-х роках будівництво у даних кварталах тривало повільно, але ідея ізольованих двориків зберігалася.
З початку 2000-х років мікрорайони ІІІ-4-1, ІІІ-4-2, ІІІ-4-3 почали швидко забудовуватись, але запроєктоване всередині мікрорайонів місце для дошкільних та шкільних закладів було забудовано житловими будинками аналогічно мікрорайону «Д» у житловому масиві «Південний». Заплановане населення мікрорайону — 50-60 тисяч осіб.

## 2010-ті роки
Станом на середину 2010-х років вільне місце залишилося лише у кварталі ІІІ-4-1 де споруджується величезний житловий комплекс «Острови». Відбувалася точкова забудова на вільному місці навпроти наявних мікрорайонів, але більшість території знаходиться поза межами міста і таким чином жителі таких будинків не мають місцевої прописки, окрім власників декількох квартир.
В грудні 2015 року у мікрорайоні освятили перший храм Української православної церкви Київського патріархату; настоятель Свято-Варваринського храму — священник і волонтер протоієрей Олександр Філіппов.

## Транспорт

Пам'ятник космонавту Георгію Добровольському

Сполучення із центром міста завжди був великою проблемою району. Залізничний переїзд при в'їзді на Пересип (так званий Пересипський міст) був збудований лише в середині 1980-х років, а до того подорожники змушені були чекати по 15 хвилин проходження потягів. В той час одним із популярних маршрутів дістатися центру міста був катер, який діставався Одеського морського вокзалу за одну годину.
Наразі єдиним громадським транспортом дістатися селища Котовського, що не залежить від автомобільного трафіку, є трамвай. В останні роки активно обговорюється перспектива створення лінії тролейбусу на селище, однак ця лінія зумовлюється розширенням дороги завдяки ліквідації трамвайної колії. Остання ідея має негативну реакцію місцевого населення.

## Пам'ятки
Єдиною пам'яткою району є монумент видатному одеситу — космонавту Георгію Добровольському. Встановлена статуя кілька разів падала, тому було вирішено обпиляти фігурі ноги до рівня стегон.